# Sir Arthur Conan Doyle’s Lost World
Sir Arthur Conan Doyle’s Lost World (Originaltitel: Sir Arthur Conan Doyle’s Lost World, Alternativtitel: Dinosaurs – Die vergessene Welt) ist eine Verfilmung des gleichnamigen Buches von Sir Arthur Conan Doyle aus dem Jahre 1998. Die Hauptrolle des Professor Challenger übernahm Patrick Bergin.

## Handlung
1934: In der Mongolei erklimmt der Forscher Maple White mit seinem einheimischen Gehilfen Azbek ein noch unbekanntes Plateau. In einer Höhle dort entdecken sie echte Dinosauriereier. Doch als White diese sensationelle Entdeckung mit Musik und Champagner feiern will, werden sie plötzlich von einer Schar aggressiver Dimorphodons angegriffen. Azbek wird getötet und White stürzt aus der Höhle vom Plateau in die Tiefe. Doch er überlebt schwer verletzt und wird von Azbeks Geschwistern Djena und Myar gefunden. Wenig später besucht ihn sein alter Freund Professor George Challenger. White offenbart Challenger eines der Sauriereier, welches er noch mitnehmen konnte, sowie seine Vermutung, dass es auf diesem Plateau noch lebende Dinosaurier geben muss. Challenger verspricht White, dass er das Plateau erforschen werde, bevor dieser seinen Verletzungen erliegt und stirbt. Dabei zerbricht das Dinosaurierei mit dem noch ungeborenen Embryo.
Einen Monat später in London. Challenger gibt einen Vortrag über seine Vermutung, dass es in der Mongolei noch prähistorisches Leben geben muss. Doch von seinen Kollegen, darunter besonders von seinem Rivalen Professor Summerlee, wird er für verrückt erklärt. Selbst der in Ethanol eingelegte Dinosaurierembryo wird als Fälschung bezeichnet, als Challenger ihn vorführt. Trotzdem bittet er Lord Thomas, den Vorstehenden der Zoologischen Gesellschaft, ihm eine neue Expedition in die Mongolei zu gewähren. Schließlich willigt dieser ein, unter der Bedingung, dass Summerlee ihn begleiten soll. Summerlee ist zunächst wenig begeistert, doch um seinen Ruf zu wahren, willigt auch er ein. Der reiche Oscar Perrault erklärt sich bereit, die Expedition zu finanzieren. Des Weiteren ergattern auch der Großwildjäger Lord John Roxton sowie der junge Reporter Arthur Malone einen Platz im Team. Auch Maple Whites Tochter Amanda erklärt sich bereit, die Expedition zu begleiten, um die Arbeit ihres verstorbenen Vaters zu beenden.
In der Mongolei angekommen stoßen einige Einheimische hinzu, um die Gruppe bei der Expedition zu unterstützen, darunter auch Djena und Myar. In einem fahrenden Panzer beginnt die Reise zum Plateau. Nach einigen Zwischenfällen erreicht das Team schließlich den Berg. Mittels eines Ballons will das Team das Plateau erklimmen. Während Malone mit Djena diesen zusammenbaut, entfernt sich Amanda White von der Gruppe und wird plötzlich von verkleideten Wilden entführt, welche sich als überlebende Neandertaler entpuppen und in ein Lager verschleppt. Dort soll sie in einer Art Ritual geopfert werden. Doch sie wird von Challenger, Roxton und Myar gerettet, welche noch rechtzeitig das Lager erreichen und mehrere Neandertaler erschießen. Die Gruppe flieht und macht sich auf zum fertigen Ballon, mit welchem sie noch rechtzeitig starten können.
Trotz fehlender Beladung kann die Gruppe mit dem Ballon das Plateau erklimmen. Sie entdecken mehrere Pterodactylen, die in der Luft kreisen. Summerlee ist fasziniert und muss sich bei Challenger entschuldigen. Doch die Flugsaurier fühlen sich bedroht und greifen den Ballon an. Myar stürzt dabei vom Ballon in die Tiefe und stirbt. Roxton kann eine der Flugechsen erschießen, doch ein anderer Pterodactylus schafft es, den Ballon stark zu beschädigen, sodass die Gruppe gezwungen ist, auf dem Plateau unter ihnen notzulanden. Im Wald sehen sie einen Brontosaurus, der jedoch nur an ihnen vorbeiläuft. Kurz darauf entdecken sie eine Art Höhle mit lauter Wandmalereien. Sie entschließen sich, dort zu bleiben. Roxton entscheidet sich, zum Ballon zurückzukehren, um die überall verstreute Ausrüstung zu holen. Challenger und Amanda kommen zu dem Entschluss, dass damals eine hochentwickelte Zivilisation auf dem Plateau gelebt haben muss, worauf die Hieroglyphen und Ruinen hindeuten. Nachdem Roxton nicht zurückkehrt, machen sich einige der anderen Mitglieder auf die Suche nach ihm. Im Wald finden sie ihn schließlich, wo er ihnen einen gefangenen kleinen Centrosaurus sowie seine wahren Pläne präsentiert: Er will das Plateau zu einem teuren Jagdgebiet für Großwildjäger machen und so zu sehr viel Reichtum kommen. Es kommt zum Kampf zwischen Roxton und Challenger, welcher den Wilderer letztlich überwältigen und fesseln kann. Auf dem Rückweg zur Höhle kommen sie an eine Art Fallgrube, in der sich ein riesiges Krokodil befindet. Der unglückliche Roxton stürzt hinein, dem Krokodil genau vor die Kiefer und verschwindet mit der Bestie im Tunnel der Grube.
Die anderen kehren zur Höhle zurück und melden den vermeintlichen Tod Roxtons. Summerlee offenbart den anderen nun, dass er für immer auf dem Plateau bleiben wolle, um die Dinosaurier hier genau studieren zu können. Doch dazu soll es nicht mehr kommen: In der Nacht schleicht sich einer der Neandertaler durch eine Geheimtür in die Höhle und bläst dem schlafenden Summerlee einen Giftpfeil in den Hals. Dieser wacht auf und bekommt seltsame Halluzinationen. Unbemerkt verlässt er die Höhle und verirrt sich draußen im Wald. Dort trifft er auf einen hungrigen Tyrannosaurus und wird gefressen.
Am nächsten Morgen finden die übrigen Mitglieder Summerlees Überreste im Wald und bestatten ihn mit der Flagge vom Ballon. Djena und Malone verlieben sich inzwischen ineinander. Zurück in der Höhle, finden Challenger und Amanda eine Art Geheimtür, die in ein Tunnelsystem führt, welches das ganze Plateau miteinander verbindet. Es ist dieselbe Höhle, die Amandas Vater damals entdeckte. Dort finden sie die Überreste des toten Azbeks. Auf einmal steht der lebende, übel aussehende Roxton vor ihnen und bedroht sie mit seiner Waffe. Er plant, mit einer Kiste Dynamit, die er zu Beginn der Reise mitgenommen hat, das ganze Tunnelsystem mit Challenger und Amanda zu sprengen. Für sich selbst hat er allerdings noch andere Pläne. Er hat auch schon einen der Dimorphodons gefangen und entzündet die Zündschnur. Doch da beißt ihn der wütende Dimorphodon in die Hand und Roxton stürzt aus dem Höhleneingang vom Plateau in die Tiefe. Amanda und Challenger können noch rechtzeitig aus dem Höhlensystem entkommen, bevor alles explodiert und zerstört wird.
Zuletzt kehrt die restliche Gruppe zum Ballon zurück, um aus dessen Resten einen Fallschirm zu bauen und das Plateau zu verlassen. Doch plötzlich werden sie von einem Rudel Raptoren attackiert. Das Team flüchtet auf ein paar alte Ruinen und versucht, sich dort gegen die kleinen Raubsaurier zu wehren. Doch dann taucht auch noch ein großer Tyrannosaurus auf, welcher Djena erwischt und auffrisst. Außer sich vor Wut über Djenas Tod, greift Malone den Tyrannosaurus an und lenkt die Aufmerksamkeit des Dinosauriers auf sich. Challenger und Amanda können derweil zum fertigen Fallschirm flüchten. Malone schafft es, eine große Explosion zu erzeugen, die den Tyrannosaurus tötet und den Fallschirm mit Amanda und Challenger über den Rand des Plateaus schleudert.
Zurück in London hält Challenger vor der Öffentlichkeit einen Vortrag und erklärt die Vergessene Welt in der Mongolei für einen Mythos, der nicht existiert und erzählt, dass die ganze Expedition umsonst war. In der letzten Szene sieht man, dass Arthur Malone tatsächlich mehrere Monate auf dem Plateau überlebt hat und sein Tagebuch nun vom Plateau schleudert.

## Unterschiede zur Buchvorlage und Sonstiges
- Im Buch liegt das Plateau in Venezuela in Südamerika. Im Film jedoch ist es in die Mongolei verlegt worden.
- Die Handlung spielt im Buch im Jahre 1912. Im Film wurde sie nach 1934 verlegt.
- Die im Buch vorkommenden Affenmenschen wurden im Film durch Neandertaler ersetzt.
- Viele der Dinosaurierarten, die im Film gezeigt werden, kommen in der Buchvorlage gar nicht vor, so zum Beispiel Tyrannosaurus oder der kleine Centrosaurus. Ferner ähnelt der Tyrannosaurus eher einem Allosaurus, da er über längere Arme und mehr Finger verfügt.
- Insgesamt nahm sich die Handlung im Film gegenüber dem Buch viele Freiheiten.
- Der Film ist relativ unbekannt. Er lief erst einmal im deutschen Fernsehen, und zwar auf RTL II im Jahr 2001.
- Einige der Szenen wurden relativ blutig dargestellt (wie zum Beispiel der Anblick von Summerlees zerrissenem Leichnam). Trotzdem bekam der Film eine Altersfreigabe ab 12 Jahren.